# Lindenhof (Burg Stargard)
Lindenhof ist ein Ortsteil der Stadt Burg Stargard des Amtes Stargarder Land im Landkreis Mecklenburgische Seenplatte in Mecklenburg-Vorpommern.

## Geographie
Der Ort liegt drei Kilometer nordnordöstlich der Stadt Burg Stargard und sechs Kilometer südöstlich von Neubrandenburg in einem Endmoränengebiet östlich des Tollensesees. Lindenhof verfügt über keine eigene Gemarkung, sondern liegt auf der von Burg Stargard. Die Nachbarorte sind Carlshöhe im Norden, Sponholz im Nordosten, Kreuzbruchhof im Osten, Quastenberg im Süden, Bargensdorf im Südwesten sowie Fünfeichen im Nordwesten.